# Église de la Dormition-de-la-Mère-de-Dieu de Žitorađa
Pour les articles homonymes, voir Église de la Dormition-de-la-Mère-de-Dieu.
L'église de la Dormition-de-la-Mère-de-Dieu de Žitorađa (en serbe cyrillique : Црква Успенија Свете Богородице у Житорађи ; en serbe latin : Crkva Uspenija Svete Bogorodice u Žitorađi) est une église orthodoxe serbe serbe située à Žitorađa et dans le district de Toplica en Serbie. Elle est inscrite sur la liste des monuments culturels protégés de la république de Serbie (no SK 1925),.

## Présentation

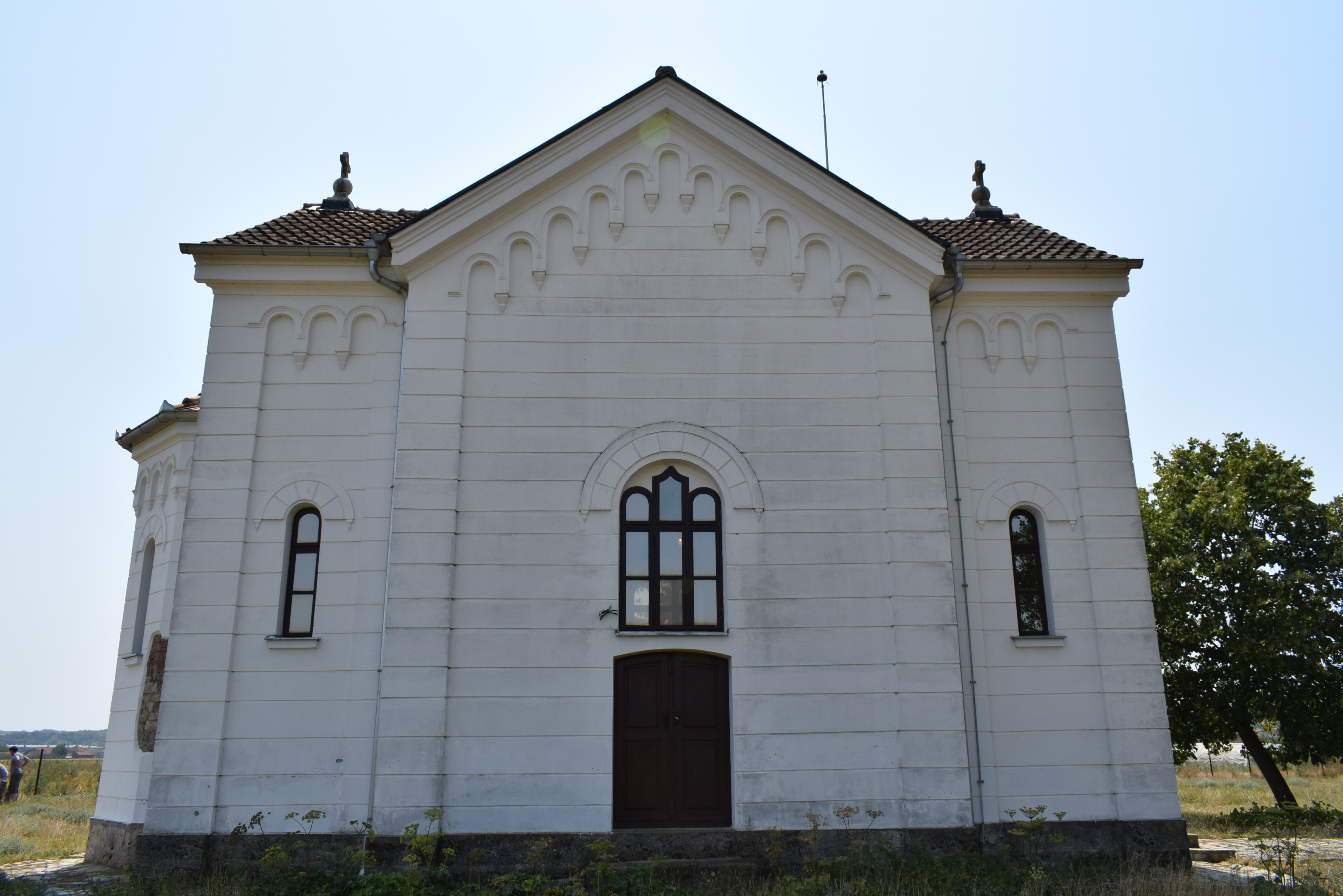
La façade principale de l'église.

L'église remonte à la période de la dynastie des Nemanjić et, malgré plusieurs détériorations, elle a survécu à la période ottomane ; cette première église s'est finalement effondrée en 1893. Sur ses fondations, une nouvelle église a été érigée en 1910, restaurée en 1996 ; elle mesure 13 m de long sur 6 m de large et s'élève à 10 m de haut.

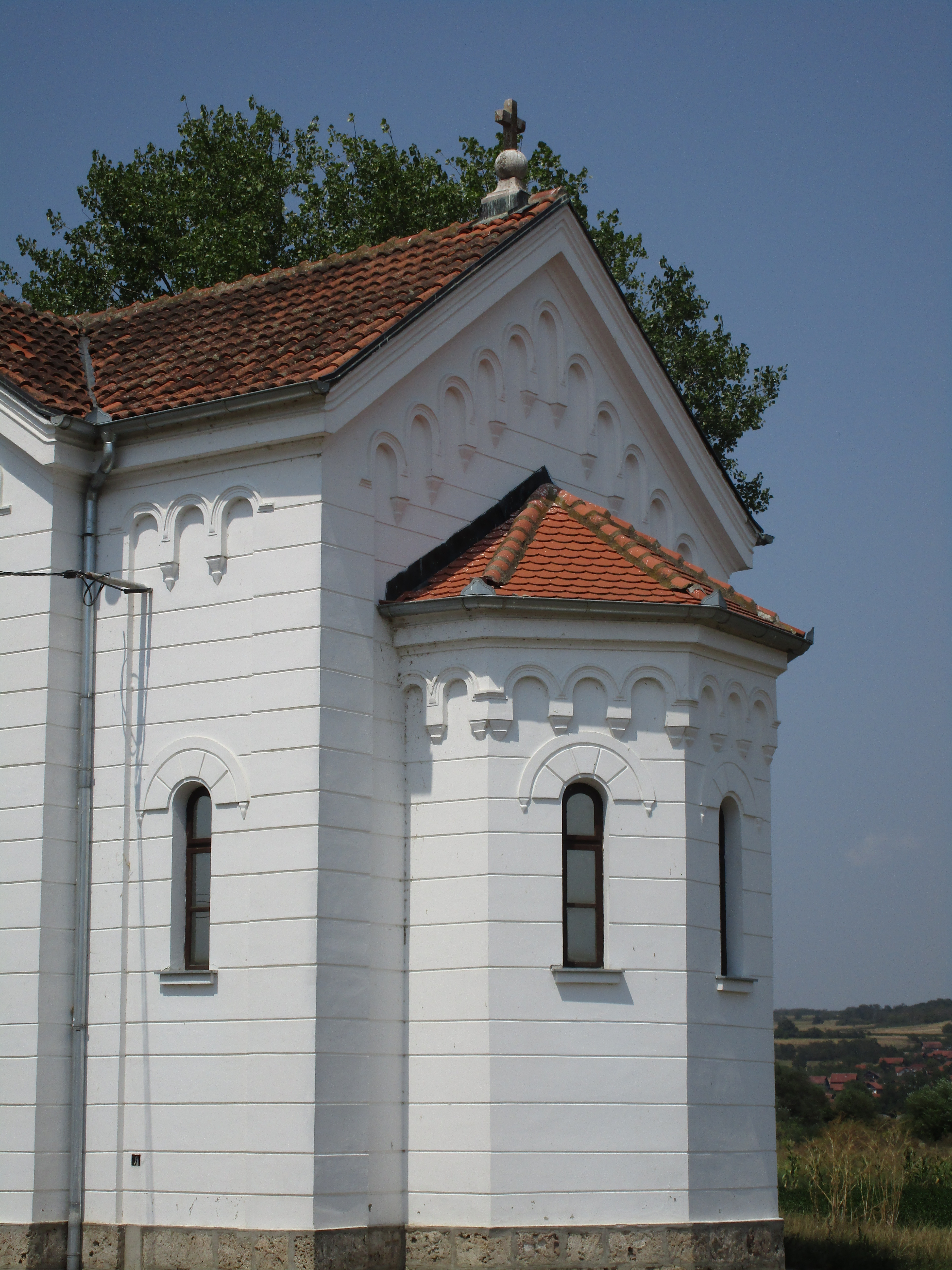
Le chevet de l'église.

Elle abrite une iconostase sculptée en 2007 et peinte en 2012 par Slaviša Dinić d'Aleksinački Bujmir, avec des icônes dues à Bratislav Marinković de Žitorađa.